# 오늘을 생각하며
《오늘을 생각하며》는 대한민국의 방송국 기독교방송의 라디오 채널 CBS 표준FM에서 매일 오전 5시 ~ 오전 5시 20분까지 방송되었던 라디오 프로그램이다. 2017년 5월 개편 이후 폐지되었다.목사의 설교를 들려준다.

## 순서
- 월요일 - 임마누엘교회 이희동 목사
- 화요일 - 여의도순복음교회 이영훈 목사
- 수요일 - 무릎교회 김복식 목사
- 목요일 - 신정교회 나영운 목사
- 금요일 - 구세군 교회 구세군 사관
- 토요일 - 성문교회 김선호 목사
- 일요일 - 전농감리교회 이광섭 목사

## 지역별 순서 (춘천)
- 월요일,화요일,금요일은제외
- 수요일 - 북부교회 김지환 목사
- 목요일 - 천전교회 송정섭 목사

## 같이 보기
- CBS 표준FM

| CBS 표준FM          |                          |                               |
| 이전                | 오늘을 생각하며          | 다음                          |
| 새 아침입니다       | 오늘을 생각하며          | 날마다 주님과 함께            |
| 오전 4시 ~ 오전 5시 | 오전 5시 ~ 오전 5시 20분 | 오전 5시 20분 ~ 오전 5시 30분 |
| 55분 교계뉴스       |                          |                               |

| 부산CBS 표준FM           |                          |                               |
| 이전                     | 오늘을 생각하며          | 다음                          |
| 교계소식                 | 오늘을 생각하며          | 날마다 주님과 함께            |
| 오전 4시 55분 ~ 오전 5시 | 오전 5시 ~ 오전 5시 20분 | 오전 5시 20분 ~ 오전 5시 30분 |
|                          |                          |                               |